# 丛枝囊瓣芹
丛枝囊瓣芹（学名：Pternopetalum caespitosum）为伞形科囊瓣芹属的植物，为中国的特有植物。分布在中国大陆的陕西、四川、西藏、甘肃等地，生长于海拔2,300米至3,000米的地区，见于林下或灌丛中，目前尚未由人工引种栽培。